# Pedro del Rey (cineasta)
Pedro del Rey (Madrid, 1931) es un montador cinematográfico español.  

## Biografía
Nace en Madrid en 1931. Con 17 años entra en el mundo del montaje como ayudante de su cuñado, el montador José Antonio Rojo. De ahí hasta nuestros días han pasado por sus manos más de 200 largometrajes, series de televisión, documentales y spots publicitarios.
Ha colaborado con directores de la categoría de Luis Buñuel, Carlos Saura, Francisco Regueiro, Basilio Martín Patino, Miguel Picazo, José Luis Borau, Rafael Moreno Alba, Álvaro Forqué, Fernando Palacios, Aldo Fabrizi, Jaime Chavarri, Paul Naschy, Miguel Littin, Luis María Delgado, Gerardo Vera, Julio Diamante, Antonio Mercero, Pedro Masó, Tony Leblanc, Manuel Mur Oti, Juan Estelrich, Vicente Escrivá o Manolo Summers, entre otros.
Ha sido nominado en distintas ocasiones a premios nacionales e internacionales por su labor como montador jefe, siendo responsable de títulos tan importantes para el cine español como: Viridiana (1961), Tristana (1970), Carmen (1983), El amor brujo (1986), Los golfos (1960), Atraco a las tres (1962), La gran familia (1962), Las cosas del querer (1989), Sandino (1990), La tía Tula (1964), Crimen de doble filo (1965), Llanto por un bandido (1964) o Pepita Jiménez (1975), entre otros
En la Escuela de Cinematografía y del Audiovisual de la Comunidad de Madrid (ECAM) fue tutor de montaje durante 13 años, como ya lo había sido en su día en la añorada Escuela Oficial de Cinematografía. También ha formado parte de la junta directiva de la Academia de las Artes y las Ciencias Cinematográficas de España y es habitual de talleres y conferencias sobre su especialidad profesional.

## Filmografía
- Sus ojos se cerraron y el mundo sigue andando (1997)
- La Celestina (1996)
- Gimlet (1995)
- Madregilda (1993)
- Tierno verano de lujurias y azoteas (1993)
- El beso del sueño (1992)
- Desencuentros (1992)
- Sandino (1990)
- Las cosas del querer (1989)
- La noche oscura (1989)
- Diario de invierno (1988)
- El Dorado (1988)
- The Secret Life of Sergei Eisenstein (1987)
- Pasos largos (1986)
- El amor brujo (1986)
- Café, coca y puro (1985)
- Padre nuestro (1985)
- Il giocatore invisibile (1985)
- Proceso a Mariana Pineda (miniserie, 1984)
- Tú solo (1984)
- T.I.R. (1 episodio, 1984)
- Vengador de asesinos (1984)
- Carmen (1983)
- Y del seguro... líbranos, Señor! (1983)
- Perdóname, amor (1982)
- Los gozos y las sombras (13 episodios, 1982)
- El retorno del Hombre-Lobo (1981)
- El carnaval de las bestias (1980)
- Consultorio sexológico (1980)
- Los cántabros (1980)
- Mis relaciones con Ana (1979)
- Supersonic Man (1979)
- Visanteta, estáte quieta (1979)
- Violación fatal (1978)
- Escalofrío (1978)
- Eva, limpia como los chorros del oro (1977)
- Pasión (1977)
- Niñas... al salón (1977)
- El señor está servido (1976)
- La Carmen (1976)
- La lozana andaluza (1976)
- Cuando Conchita se escapa, no hay tocata (1976)
- El anacoreta (1976)
- Una abuelita de antes de la guerra (1975)
- La endemoniada (1975)
- Cuando el cuerno suena (1975)
- Pepita Jiménez (1975)
- Zorrita Martínez (1975)
- Los pasajeros (1975)
- La noche de las gaviotas (1975)
- Dick Turpin (1974)
- Las obsesiones de Armando (1974)
- Un curita cañón (1974)
- Onofre (1974)
- Tarzán y el tesoro Kawana (1974)
- Ceremonia sangrienta (1973)
- La curiosa (1973)
- Lo verde empieza en los Pirineos (1973)
- Crimen de amor (1972)
- El monte de las brujas (1972)
- Los novios de mi mujer (1972)
- España puerta abierta (1972)
- Los días de Cabirio (1971)
- No desearás la mujer del vecino (1971)
- Aunque la hormona se vista de seda... (1971)
- El diablo Cojuelo (1971)
- El Cristo del Océano (1971)
- Simón, contamos contigo (1971)
- No desearás al vecino del quinto (1970)
- Sin un adiós (1970)
- Tristana (1970)
- Cateto a babor (1970)
- Johnny Ratón (1969)
- El ángel (1969)
- El golfo (1969)
- La ley de una raza (1969)
- La alpujarra, un mundo quieto (1968)
- Tierra madre (1968)
- Il cobra (1967)
- Amor a la española (1967)
- Un millón en la basura (1967)
- Cita en Navarra (1967)
- Juguetes rotos (1966)
- Hoy como ayer (1966)
- Nueve cartas a Berta (1966)
- Lola, espejo oscuro (1966)
- El juego de la oca (1966)
- Espi... ando (1966)
- El escuadrón del pánico (1966)
- I due parà (1965)
- 002 operazione Luna (1965)
- Sette uomini d'oro (1965)
- La familia y... uno más (1965)
- Crimen de doble filo (1965)
- Suspendido en sinvergüenza (1965)
- El arte de vivir (1965)
- Morir en España (1965)
- Un idioma para el mundo (1965)
- El Memorial del agua (1965)
- Historias de la fiesta (1965)
- Vacaciones para Ivette (1964)
- Casi un caballero (1964)
- La niña de luto (1964)
- Cyrano et d'Artagnan (1964)
- La tía Tula (1964)
- Llanto por un bandido (1964)
- Miguelín (1964)
- Vitoria Stop (1964)
- Chica para todo (1963)
- Alegre juventud (1963)
- Operación: Embajada (1963)
- Yo no soy un asesino (1963)
- Se necesita chico (1963)
- Benigno, hermano mío (1963)
- La hora incógnita (1963)
- Las hijas de Helena (1963)
- La gran familia (1962)
- Atraco a las tres (1962)
- Accidente 703 (1962)
- Feria en Sevilla (1962)
- El rejón (1962)
- Su alteza la niña (1962)
- Una isla con tomate (1962)
- Los pedigüeños (1961)
- Tierra brutal (1961)
- El secreto de los hombres azules (1961)
- Viridiana (1961)
- Salto mortal (1961)
- Hola, muchacho (1961)
- El cochecito (1960)
- Los golfos (1960)
- Café de Chinitas (1960)
- La quiniela (1960)
- Las dos y media y... veneno (1959)
- Venta de Vargas (1959)
- Parque de Madrid (1959)
- Juego de niños (1959)
- Organillo (1959)
- Otros tiempos (1959)
- Gli zitelloni (1958)
- El pasado te acusa (1958)
- El Cristo de los Faroles (1958)
- Carlota (1958)
- Ángeles sin cielo (1957)
- Le belle dell'aria (1957)
- La hija de Juan Simón (1957)
- Río Guadalquivir (1957)
- Buongiorno primo amore! (1957)
- Tormento d'amore (1956)
- Saeta rubia (1956)
- Castillos en pie de paz (1956)
- Las horas que pasan (1956)

## Obra literaria
- Montaje. Una profesión de cine (Ariel)